# Eastern Junior Hockey League
Eastern Junior Hockey League (EJHL) var en juniorishockeyliga som var baserat i nordöstra USA och var för manliga ishockeyspelare som var 20 år eller yngre. Ligan var sanktionerad av det nationella ishockeyförbundet USA Hockey. EJHL South och Empire Junior Hockey League (EMJHL) var utvecklingsligor till EJHL.
EJHL grundades 1993 av Dan Esdale. 2013 lades EJHL ned efter massflykt av medlemslag i syfte att starta nya juniorishockeyligor. Boston Jr. Bruins, Islanders Hockey Club, New Jersey Hitmen och South Shore Kings anslöt sig till United States Premier Hockey League (USPHL) medan Boston Bandits, Connecticut Oilers, New Hampshire Jr. Monarchs, New York Apple Core, Philadelphia Revolution och Valley Jr. Warriors blev medlemmar i Eastern Hockey League (EHL). Ligans utvecklingsligor EMJHL och EJHL South anslöts sig till USPHL senare under 2013 för att vara egna divisioner inom den nya ishockeyligan, Empire Division (EMJHL) och Elite Division (EJHL South).

## Lagen
De lag som deltog under den sista säsongen av EJHL.
| Northern Conference - Boston Bandits - Boston Jr. Bruins - Islanders Hockey Club - New Hampshire Jr. Monarchs - Portland Jr. Pirates - Rochester Stars - Valley Jr. Warriors | Southern Conference - Bay State Breakers - Connecticut Oilers - New Jersey Hitmen - New York Apple Core - Philadelphia Revolution - South Shore Kings - Springfield Pics |

## Mästare
Samtliga lag som vann EJHL:s slutspelspokal Gary Dineen Cup, namngiven efter den kanadensiska ishockeyspelaren Gary Dineen som betydde mycket för juniorishockeyn i nordöstra USA när han levde.
| - 1993–1994: NECDL Classics - 1994–1995: Niagara Scenics - 1995–1996: New England Jr. Whalers - 1996–1997: New England Jr. Whalers - 1997–1998: New England Jr. Coyotes - 1998–1999: Walpole Stars - 1999–2000: New England Jr. Coyotes - 2000–2001: Walpole Stars - 2001–2002: New Hampshire Jr. Monarchs - 2002–2003: New York Apple Core | - 2003–2004: New Hampshire Jr. Monarchs - 2004–2005: Boston Jr. Bruins - 2005–2006: New Hampshire Jr. Monarchs - 2006–2007: New Hampshire Jr. Monarchs - 2007–2008: New Jersey Hitmen - 2008–2009: New Jersey Hitmen - 2009–2010: New Hampshire Jr. Monarchs - 2010–2011: New Hampshire Jr. Monarchs - 2011–2012: New Hampshire Jr. Monarchs - 2012–2013: New Jersey Hitmen |

## Spelare

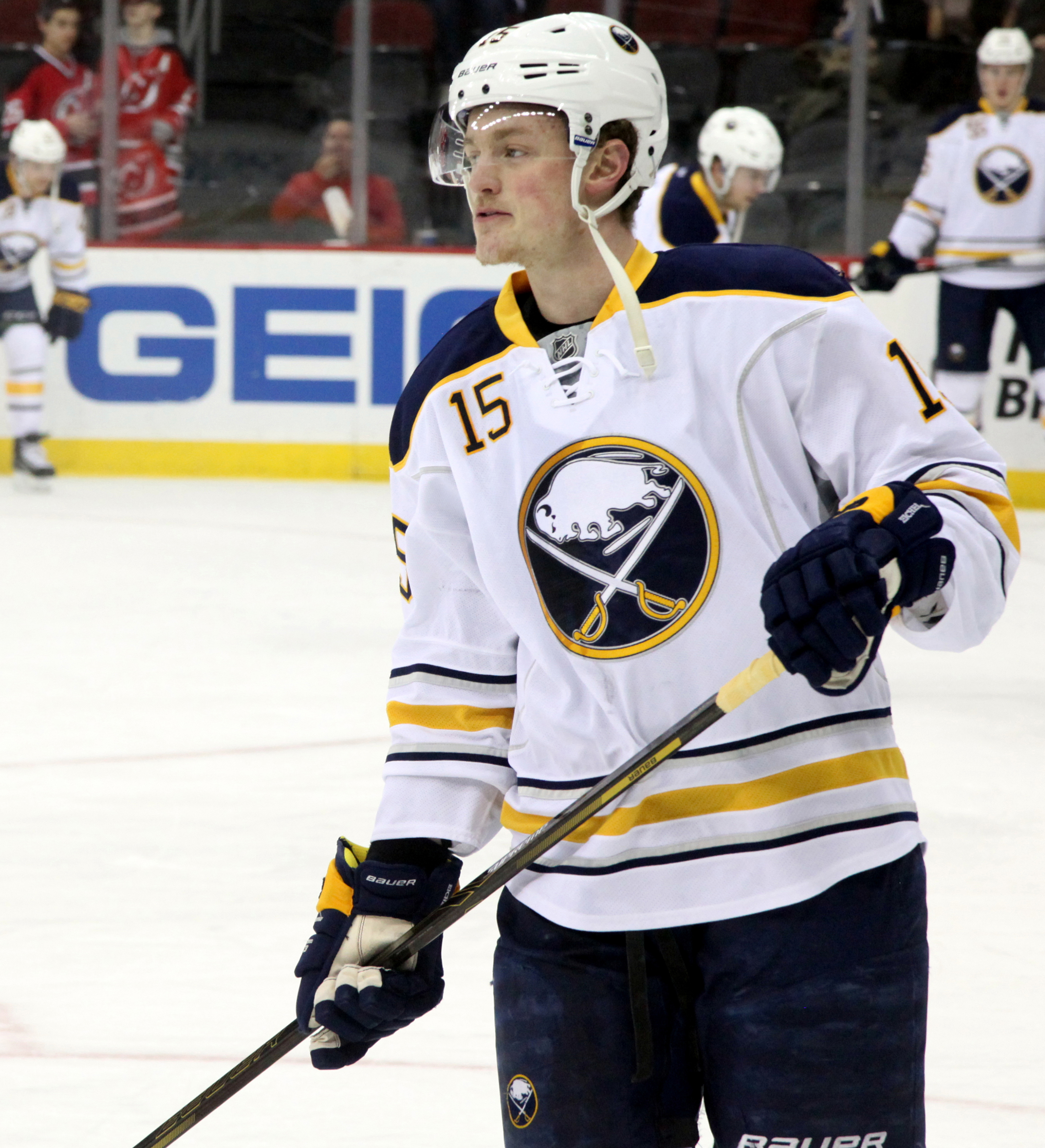
Jack Eichel.

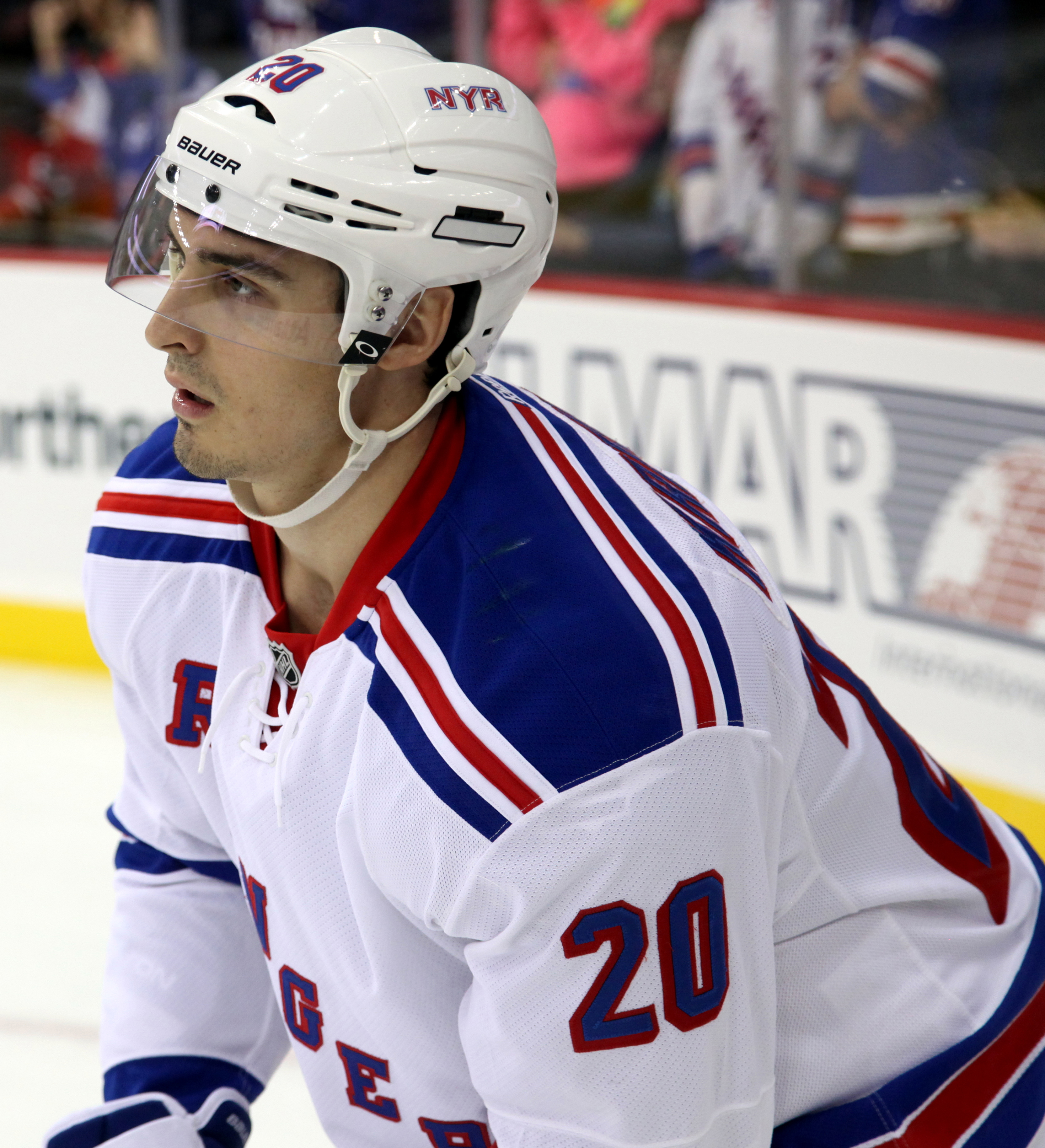
Chris Kreider.

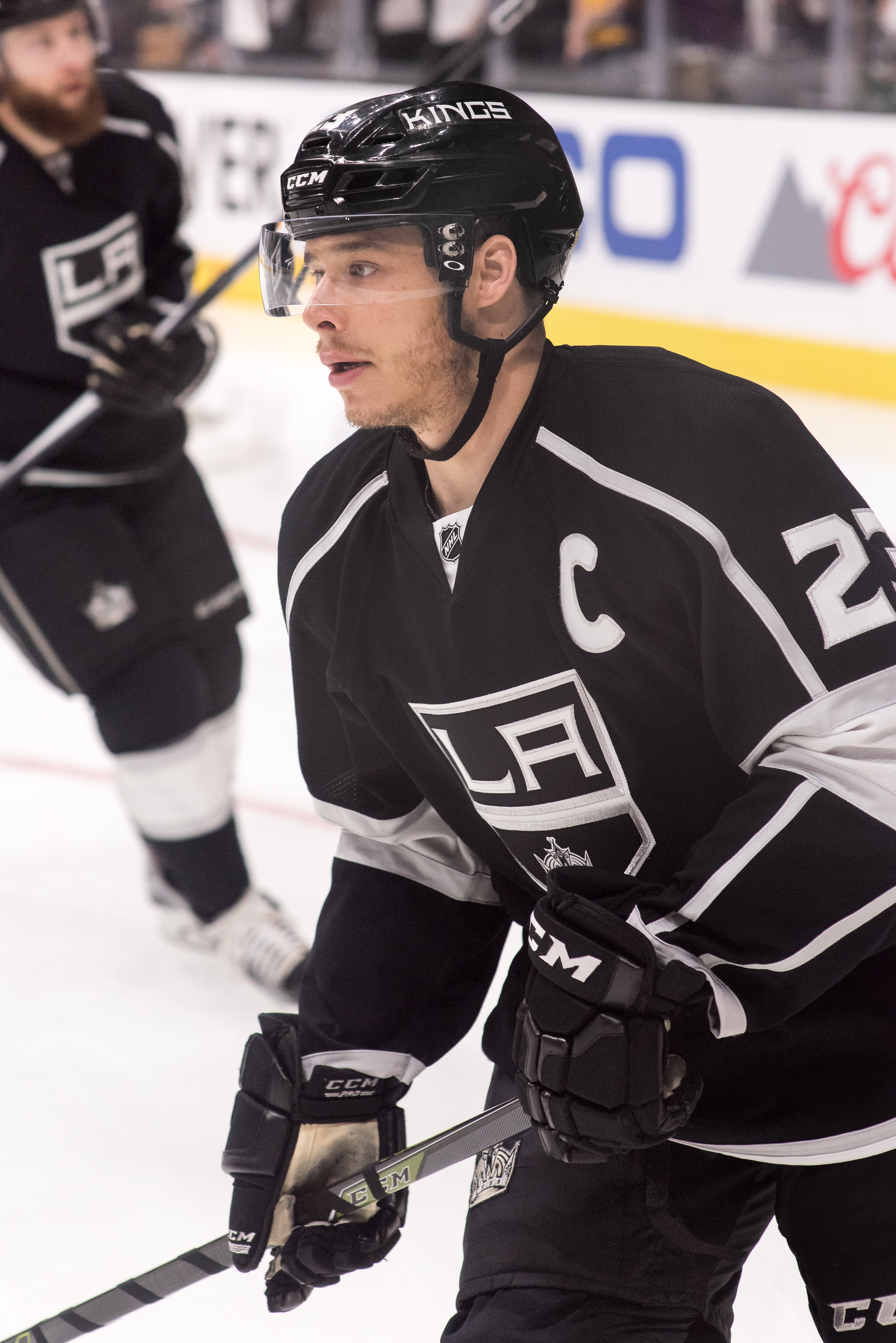
Dustin Brown.

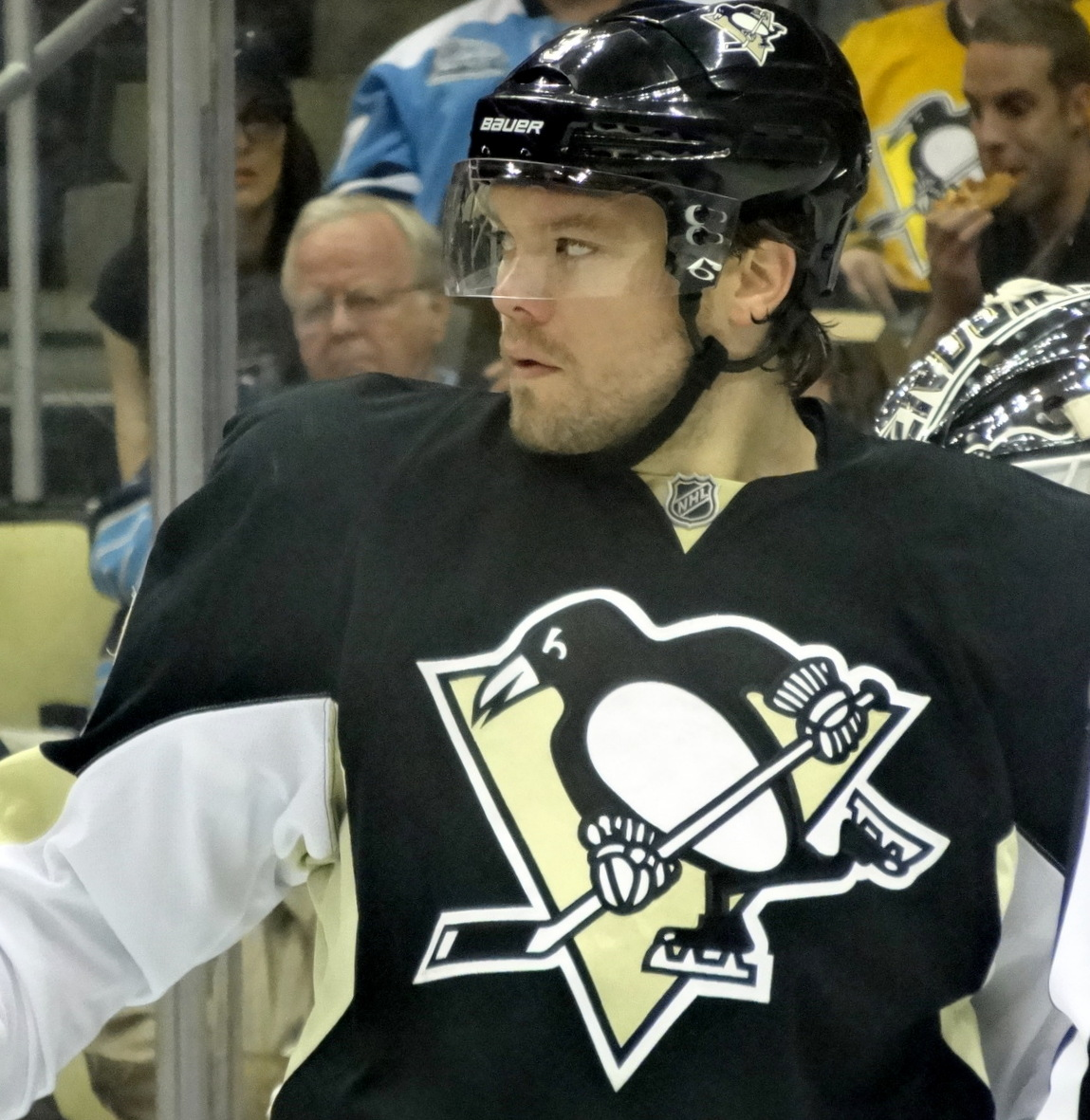
Douglas Murray.

Ett urval av ishockeyspelare som har spelat en del av sina ungdomsår i EJHL.
| Målvakter - Scott Darling - Connor Knapp | Backar - Anthony Bitetto - Erik Burgdoerfer - Connor Clifton - Tommy Cross - Matt Gilroy - Tim Gleason - Ron Hainsey - Raman Hrabarenka - Doug Janik - Jay Leach - Douglas Murray - Brett Pesce - Nick Petrecki - Jēkabs Rēdlihs - Steven Santini - Trevor van Riemsdyk | Forwards - Ryan Callahan - Pat Cannone - Charlie Coyle - Dustin Brown - Jack Eichel - Brian Flynn - Zemgus Girgensons - Ben Guité - John Henrion - Mārtiņš Karsums - Connor Knapp - Chris Kreider - Colin McDonald - Jeremy Morin - Steve Moses - Eric Nystrom - Shane Prince - Miķelis Rēdlihs - Jon Rheault - Zach Sanford - Tim Schaller - Ben Smith - Paul Thompson - Frank Vatrano - Jimmy Vesey - Chris Wagner - Mike Zalewski |